# Сграда на община Димитровград
Сградата на община Димитровград е административна сграда в Димитровград, България.
Висока е около 50 м и е най-високата сграда от този тип в област Хасково.
Сградата има 15 етажа, в които са поместени административни помещения. Към нея принадлежи и пристройка – ротонда, в която се сключват граждански бракове, и зала „Гросето“ (наименувана на побратимения на Димитровград град Гросето, Италия), в която се провеждат официални събития. На покрива на сградата са разположени ретранслатори и телевизионни предаватели, които работят от 1994 г.
Пред сградата се намира площад „България“, на който се организират музикални събития.